# Stopford Brooke
Stopford William Wentworth Brooke (1859 - 23 de abril de 1938) foi um político da Grã-Bretanha. Integrante do partido liberal, foi um membro do Parlamento do Reino Unido de 1906 a 1910.